# Пожар на Биби-Эйбате
«Пожар на Биби-Эйбате» — российский документальный фильм, один из самых ранних когда-либо созданных немых фильмов. Режиссёром этого фильма был Александр Мишон. Фильм был снят в Биби-Эйбате, пригороде Баку (ныне — столица Азербайджана), во время пожара на Биби-Эйбатском нефтяном месторождении.

## История
Фильм снят на 35-мм плёнку братьев Люмьер в 1898 году. 2 августа этого же года состоялась демонстрация программы Александра Мишона, в которую был включён и фильм «Пожар на нефтяном фонтане в Бибиэйбате». Через два года фильм был представлен на Международной Парижской выставке (следует отметить, что некоторые сцены из этого фильма были показаны во Франции в 1995 году, в честь 100-летия мирового кино).
Спустя долгое время азербайджанские киноведы Айдын Кязимзаде и Аяз Салаев обнаружили во французских архивах фильм «Пожар на нефтяном фонтане в Бибиэйбате» и установили дату его создания. «Пожар на нефтяном фонтане в Бибиэйбате» и снятый спустя несколько дней киносюжет «Нефтяной фонтан в Балаханах» были привезены из Парижского киноархива в Баку и в данный момент хранятся в Азербайджанском государственном фонде кинофильмов.
18 декабря 2000 года Президент Азербайджана Гейдар Алиев подписал указ об учреждении «Дня национального кино» и объявил 2 августа — день демонстрации первых снятых в Баку фильмов — профессиональным праздником работников кинематографии.